# NGC 7228
NGC 7228 ist eine Balken-Spiralgalaxie vom Hubble-Typ SB/a im Sternbild Eidechse am Nordsternhimmel. Sie ist schätzungsweise 303 Millionen Lichtjahre von der Milchstraße entfernt und hat einen Durchmesser von etwa 185.000 Lichtjahren. Vermutlich bildet sie gemeinsam mit NGC 7227 ein gravitativ gebundenes Galaxienpaar.
Im selben Himmelsareal befindet sich u. a. die Galaxie IC 5180.
Das Objekt wurde im 1. September 1872 von Édouard Stephan entdeckt.